# كارول ليبينسكي
كارول ليبينسكي أو كارول جوزيف ليبينسكي ، ولد يوم 30 اكتوبر 1790 في رادزين بودلاسكي (بولونيا) و توفي يوم 16 ديسمبر 1861 كان عازف كمان وملحن وقائد فرقة موسيقية ومعلمًا بولنديًا، اشتهر في جميع أنحاء أوروبا في بداية القرن التاسع عشر.
من 1 جويلية 1839 إلى 1859، كان مديرًا موسيقيًا قائد أوركسترا دريسدن ورئيسًا لكنيسة البلاط.